# سيف الأمازون القنابي
سيف الأمازون القنابي (الاسم العلمي:Echinodorus bracteatus) هو نوع من النباتات يتبع جنس سيف الأمازون من الفصيلة المزمارية.